# Кайрактысай
Кайрактысай (каз. Қайрақтысай) — упразднённое село в Каргалинском районе Актюбинской области Казахстана. Входило в состав сельского округа Степной. Код КАТО — 154057300. Исключено из учётных данных в 2013 году.

## Население
В 1999 году население села составляло 105 человек (54 мужчины и 51 женщина). По данным переписи 2009 года в селе проживал 301 человек (149 мужчин и 152 женщины).